# Гільдія Святого Луки

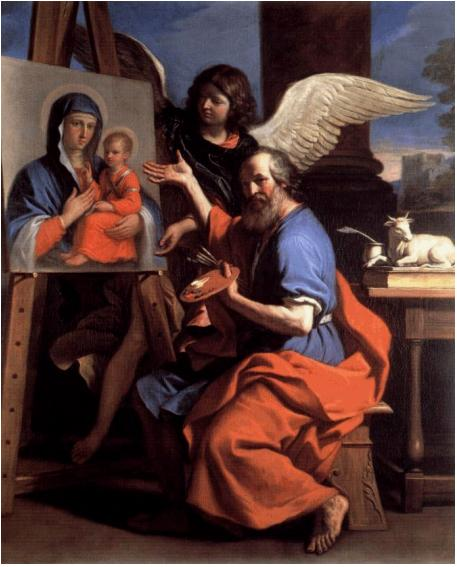
Євангеліст Лука як художник на картині італійця Гверчіно.

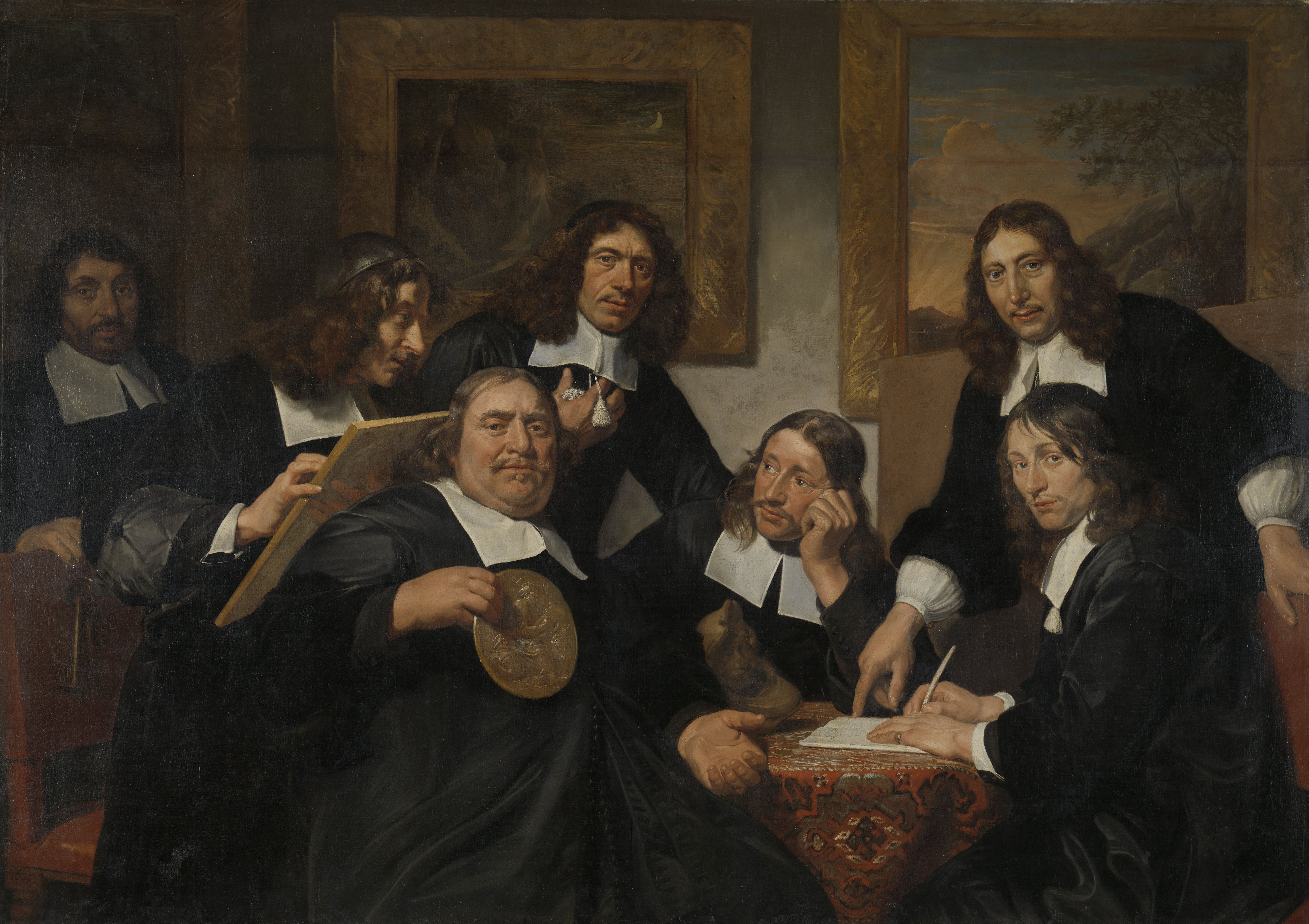
Ян де Брей, Керівники гільдії в Гарлемі, 1665

Гільдія Святого Луки (нід. Sint-Lucasgilde) — цехові об'єднання художників, скульпторів і друкарів, що набули поширення з XV століття на Нижньому Рейні та в Нідерландах.

## Історія
Гільдія отримала назву від імені апостола Луки, покровителя художників, який, як вважається, першим зобразив Діву Марію. У деяких містах, як наприклад, в Антверпені, в гільдії Святого Луки об'єднувалися представники багатьох видів мистецтва, проте в інших містах, як, наприклад, у Брюгге, гільдія була строго регламентованим професійним об'єднанням художників, а скульптори, склярі або друкарі мали власні цехи і знаходилися під захистом інших покровителів.
Для вступу до гільдії часто було необхідно, аби художник був громадянином міста і мав власне житло. Для реєстрації статусу майстра, який давав доступ до високих і прибуткових посад у суспільстві, від художника вимагалося ще й бути одруженим.
У часи економічної нестабільності членство в гільдії забезпечувало художникам деяку певність. Воно гарантувало просування місцевих художників і виключало конкуренцію. Гільдія надавала можливість відкрити майстерню і набирати учнів. Учні не мали права підписувати свої роботи, і вони автоматично ставали власністю вчителя. Іншою перевагою було право члена гільдії продавати свої твори на офіційному ринку мистецтв.
В Антверпені та інших містах на півдні Нідерландів гільдії здійснювали контроль якості й ставили на придатних з їхнього погляду картинах своє клеймо. Ці заходи контролю якості гарантували покупцям у всій Європі єдиний стандарт творів мистецтва з Антверпена.
Крім цього гільдія була своєрідним товариством соціального захисту, наприклад, на випадок потреби чи хвороби. Гільдія також брала на себе турботу про ритуальні послуги та поховання покійних членів гільдії.

## Антверпенськагільдія

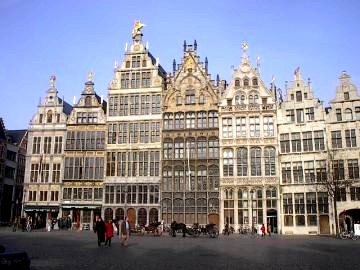
Дім гільдій в Антверпені

Членами Антверпенської гільдії були зокрема такі художники (в дужках рік вступу):
- Ян де Бер (нід. Jan de Beer, також нід. Henneken de Beer (1504, очолював з 1515)
- Пітер Кук ван Альст (Pieter Coecke van Aelst) (1527)
- Конрат Майт (1536)
- Пітер Брейгель Старший (Pieter Bruegel der Ältere) (1551)
- Пітер ван дер Гейден (Pieter van der Heyden) (1557)
- Гіліс Конньє (Gillis Congnet) (1585)
- Тобіас Верхахт (1590)
- Пітер Пауль Рубенс (Peter Paul Rubens) (1598)
- Франс Снейдерс (Frans Snyders) (1602)
- Якоб ван Гульсдонк (Jacob van Hulsdonck (1608)
- Петер Снейєрс (Peeter Snayers (1612)
- Адріан ван Утрехт (Adriaen van Utrecht (1625)
- Адріан ван де Венне (Adriaen van de Venne) (1625)
- Пітер Брейгель молодший (Pieter Bruegel der Jüngere (1625)
- Теодор Ромбоутс (Theodore Rombouts)
- Адріан Брауер ( 1631-1632)
- Еразм Квеллін Молодший (Erasmus Quellinus II) (1633—1634)
- Гонсалес Кокес (Gonzales Coques) (1640—1641)
- Ян ван Кессель (Jan van Kessel) (1645)
- Ян Паувел Гіллеман Старший (Jan Pauwel Gillemans Père) (1647—1648)
- Якоб де Віт (1713), (1695—1754)

## Гільдія вБрюгге
- Луїс Алімброт (Luís Alimbrot) (1432)
- Ганс Мемлінг (Hans Memling) (1467)
- Герард Давид (Gerard David) (1484; 1501 голова)

## Гільдія вГарлемі
- Есаяс ван де Вельде з 1612 р.
- Корнеліс Віссхер
- Пітер Санредам з 1614 р.
- Саломон ван Рейсдал з 1623 р.
- Філіпс Вауерман з 1640 р.
- Ніколас Берхем з 1642 р.

## Споріднені заклади
Деякі гільдії з часом перетворилися на споріднені заклади, зокрема на школи мистецтв, зберігши при цьому ім'я Святого Луки.
- Академія Сен-Люк (Académie de Saint-Luc), Париж, заснована в 1391 році.
- Академія Сан Лука (Accademia di San Luca), Венеція, 1593 рік.
- Інститут Сен-Люк (Institut Saint-Luc), Брюссель, заснована в 1904 році.